# 彰化街
彰化街為台灣日治時期1904年至1933年間存在之行政區，在1904年時隸屬彰化廳線東堡，1909年改隸臺中廳，1920年10月隨行政區劃調整改隸屬台中州彰化郡，為現今彰化縣彰化市市中心部分。
1933年12月，彰化街與大竹庄、南郭庄合併為彰化市。

## 行政區劃
彰化廳在1904年11月23日實施街庄整併，將原本彰化縣城周邊的合併為「彰化街」，其下設有的6個土名：東門、西門、南門、北門、北門外、市仔尾。1920年10月1日，台灣的行政區劃改為州廳制，彰化街改隸臺中州彰化郡，下設一大字「彰化」，原本的土名則改為小字，包含「北門」、「東門」、「西門」、「南門」、「北門外」、「市子尾」。
1933年12月20日，彰化街與南郭、大竹合併成立彰化市，與屏東市同時成為州轄市。
彰化街相較於今日行政區，範圍大致包括萬安里明德坑排水以西部分不含西北端、興北里南部、民生里不含西北部、文化里、陽明里明德坑排水以西部分、信義里、光復里、中正里不含最東端、龍山里中部東西狹長地帶、復興里西南端、長樂里彰化車站東南邊地帶、光華里、永福里、萬壽里東半部、中央里、大同里、富貴里不含西南部、民權里、永生里不含東南端。
| 1920~1933 | 1920~1933 | 1920~1933 | 1904~1920 | 1904~1920 | 1904年前                                       |
| 街庄      | 大字      | 小字      | 街庄      | 土名      | 街庄                                           |
| --------- | --------- | --------- | --------- | --------- | ---------------------------------------------- |
| 彰化街    | 彰化      | 東門      | 彰化街    | 東門      | 東門街                                         |
| 彰化街    | 彰化      | 西門      | 彰化街    | 西門      | 西門街                                         |
| 彰化街    | 彰化      | 南門      | 彰化街    | 南門      | 南門街、觀音亭街                               |
| 彰化街    | 彰化      | 北門      | 彰化街    | 北門      | 北門街、總爺街                                 |
| 彰化街    | 彰化      | 北門外    | 彰化街    | 北門外    | 北門口街、祖廟街(部分)                         |
| 彰化街    | 彰化      | 市子尾    | 彰化街    | 市仔尾    | 祖廟街(部分)、新中街、市仔尾街、東門外庄(部分) |